# Bodrogu Nou
Bodrogu Nou – wieś w Rumunii, w okręgu Arad, w gminie Zădăreni. W 2011 roku liczyła 246 mieszkańców. 